# Viz Media
A Viz Media (teljes nevén Viz Media LLC.) egy amerikai japán szórakoztató cikkeket forgalmazó cég. A Viz Media LLC. elsősorban manga és anime kiadásairól ismert. A céget 1986-ban alapította meg Horibucsi Szeidzsi az Amerikai Egyesült Államokban, Kaliforniában. A Viz 2005-ben egybeolvadt a ShoPro Entertainment-tel, és nyerte el a cég mai formáját Viz Mediaként. A cég tulajdonosai a Sogakukan és a Sueisa japán kiadók lettek.

## Története
Horibucsi Szeidzsi 1975-ben költözött Kaliforniába Sikokuból. Közel két év múlva költözött San Franciscóba, ahol elkezdett japánba exportálni amerikai cikkeket. Megfogalmazódott benne a mangák amerikai piacra való behozatala is, noha magát nem tartotta a műfaj rajongójának, egészen addig amíg 1985-ben el nem látogatott Japánba, és el nem olvasta Ótomo Kacuhiro Domu című művét. Az ötlete megvalósult miután találkozott a Sogakukan ügyvezető igazgatójával, Óga Maszahiróval, kivel megosztotta az elképzeléseit. A Sogakukan 200,000 dollárral támogatta Horibucsit, amiből megalapította a Viz Communicationst.
A Viz Communications az első mangákat 1987-ben adta ki, köztük a Kamui Legendája című sorozatot. A mangák azonban középszerű eladásokat produkáltak, melyet a már kialakult képregénypiac ellenséges fogadtatásának köszönhettek. 1992-ben a Viz Communications rajzolással foglalkozó könyveket is kiadott, hogy tágítsák a piacot. Horibucsi az eladások növelése érdekében graphic novelnek, azaz képregényalbumnak nevezte őket, hogy a könyvesboltokban is meg lehessen őket vásárolni. Terve működött, évekkel később a könyvesboltokban külön polcokat állítottak ki a mangák számára. Az eladások rögtön megnőttek, mikor a Viz Communications elkezdte kiadni a Ranma ½, című vígjáték sorozatot, ami átütő sikernek bizonyult.
A cég további sikereket ért el mikor a mangák mellett elkezdték az anime sorozatok forgalmazását. Elkezdték kiadni a SHONEN JUMP magazint, ami a japán Weekly Sónen Jump egy angol változata volt. Később Viz Communications elkezdte kiadni az InuYasha című sorozatot, mely hatalmas sikert aratott. A 90-es évek végén a cég az európai és a dél-amerikai piacra is be akart törni. Az Egyesült Királyságba sikerült is, kiadványaikat kezdetben a Gollancz kiadó adta ki, minimális változtatásokkal.

## Kiadási stílus
A Viz Media a mangáit az eredeti japán formátumnak megfelelően tankóbon köteteket ad ki, és az eredetihez hasonlóan jobbról balra kell olvasni őket. Kezdetben néhány mangánál tükrözték az oldalakat, azonban a Dragon Ball angol kiadásánál Torijama Akira – a manga alkotója – kérte, hogy ne változtassanak a manga olvasatán. A Viz kiadványaiban jelen van a cenzúra. A Dragon Ballt azonban kiadták cenzúrázott és cenzúrázatlan formátumban is. Többnyire a meztelenséget és a tiltott jelképeket szokták átalakítani a kiadványaikban. A mangákat kartonfedeles borítóval adják ki, melyekre védőréteget tesznek.
A hosszabb és sikeresebb sorozatokat a Viz kiadja az úgymond 'VizBig' formátumban is, melyekbe több – általában három vagy négy – kötetet sűrít össze.

## Kiadványok
A Viz Media foglalkozik DVD kiadásokkal, melyeket gyakran díszdobozzal jelentet meg. Emellett a japán Sónen Jump magazin példájára havonta jelentet meg SHONEN JUMP magazinokat, melyek a japán változathoz hasonlóan tartalmaznak fejezeteket a futó vagy megjelenni készülő mangákból. Ezek kiadását 2002-ben kezdte a Viz, és a mangákhoz hasonlóan könyvszerű formátumban jelennek meg, a japántól eltérően sokkal kisebb méretben. A SHONEN JUMP és a SHONEN JUMP ADVANCE adja ki azokat a mangákat, amik a Sónen Jump antológiában jelentek meg Japánban. A Viz nem csak sónen, hanem sódzso mangákat is kiad SHOJO BEAT című antológiában, mely a SHONEN JUMP magazin testvérlapja. Ezt 2005-ben kezdték megjeleníteni, mellyel a 16-18 év körüli hölgy olvasótábort akarták megcélozni.A Viz emellett foglalkozik japán filmek, regények kiadásával is, csakúgy mint a mangákhoz tartozó artbookok és kiegészítők kiadásával.